# Homorthodes carneola
Homorthodes carneola är en fjärilsart som beskrevs av Mcdunnough 1943. Homorthodes carneola ingår i släktet Homorthodes och familjen nattflyn. Inga underarter finns listade i Catalogue of Life.